# Conwy County Borough
Conwy County Borough ist eine Principal Area mit dem Status eines County Borough im nördlichen Wales in Großbritannien. Der Verwaltungssitz ist die Stadt Conwy.

## Geographie
Der Bezirk bedeckt ein Gebiet von der Küste der Irischen See bis weit hinein ins Hochland. Mehr als 38 % der Fläche im südlichen Teil des Countys gehören zum Snowdonia-Nationalpark.

## Orte
- Abergele
- Betws-y-Coed
- Capel Curig
- Carrog
- Colwyn Bay
- Conwy
- Gywtherin
- Llandudno
- Llanfairfechan
- Llanwrst
- Maenan
- Old Colwyn
- Pont-y-pant
- Rhydlanfair
- Tan-y-fron
- Ty-Mawr
- Ysbyty Ifan

## Bevölkerung
Im Jahr 2009 wurde die Bevölkerungszahl amtlicherseits auf 111.400 Personen geschätzt. Von diesen wohnen rund 80 % in den Siedlungen an der Küste. 98,2 % der Bevölkerung sind europäischer Herkunft. Durch die im Vergleich zur nahe gelegenen Region von Liverpool niedrigeren Immobilienpreise sind in den vergangenen Jahrzehnten viele ältere Engländer zugezogen. Deshalb sind nur 54 % der Bevölkerung in Wales geboren. Die wegen der englischen Zuwanderung stark gestiegenen Preise (2004 bis 2006: + 18 %) für Häuser führen bei vielen Einheimischen einerseits zu Unmut gegenüber Engländern, andererseits aber auch zu mehr Wohlstand, weil die Zugezogenen mehr ausgeben können als die Einheimischen.

## Sprache
Laut Angaben der letzten Volkszählung 2001 hatten 39,7 % der Einwohnerschaft Kenntnisse der walisischen Sprache. Die Anteile schwankten allerdings stark. In der Umgebung von Kinmel Bay und Towyn betrug der Anteil bloß 11 %, während er im Südwesten in der Gegend von Uwchaled einen Wert von 74 % erreichte. In allen Gemeinden des County Boroughs, welche nicht an der Küste liegen, beträgt der Anteil der Walisischsprachigen mindestens 40 %. Am höchsten ist der Anteil der Walisischsprachigen bei den Personen im Schulalter (5–15 Jahre) mit 49,5 %.

## Politik
Die starke englische Zuwanderung hat zu einer politischen Zweiteilung geführt. Während viele ältere, vermögende Engländer die Tories (Mitglieder der Conservative Party) wählen, stimmen viele Waliser für Plaid Cymru (die walisischen Nationalisten). Die früher einflussreiche Labour Party verliert dagegen stetig an Bedeutung.
Im Regionalrat, dem Conwy County Borough Council mit 58 Mitgliedern, herrscht eine starke politische Zersplitterung. Bei den Wahlen vom Mai 2004 erhielten Unabhängige 17, die Konservativen 15, Labour 12, Plaid Cymru 11 und die Liberaldemokraten 4 Sitze.
In der walisischen Nationalversammlung vertritt Gareth Jones (Plaid Cymru) den County Borough.

## Sehenswürdigkeiten
- Aberconwy Abbey
- Betws-y-Coed
- Bodnant Garden
- Capel Garmon
- Carnedd Llewelyn
- Conwy Castle
- Conwy Railway Bridge
- Conwy Suspension Bridge
- Dolwyddelan Castle
- Glyder Fawr
- Great Orme und Great Orme Tramway
- Gwrych Castle
- Gwylfa Hiraethog
- Ffos Anoddun
- Haulfre Gardens
- Lady Emily’s Tower
- Llandudno Pier
- Miners Bridge, Betws-y-Coed
- Ogwen Cottage
- Pen yr Ole Wen
- Plas Mawr
- Pont-y-Pair Bridge, Betws-y-Coed
- Rhaeadr Y Graig Lwyd
- River Conwy
- Sir Henry Jones Museum
- Snowdonia-Nationalpark
- Tan-yr-Ogof Caves
- Tryfan